# Polycarpaea smithii
Polycarpaea smithii är en nejlikväxtart som beskrevs av Heinrich Friedrich Link. Polycarpaea smithii ingår i släktet Polycarpaea och familjen nejlikväxter. Inga underarter finns listade i Catalogue of Life.